# 잔혹이여 희망이 되어라
〈잔혹이여 희망이 되어라〉(残酷よ希望となれ 장코쿠요 키보오토 나레[*])는 유키 아이라의 두 번째 싱글이다. 2007년 8월 8일에 Lantis에서 발매되었다.

## 개요
전작 〈colorless wind〉로부터 3개월 반만의 발매. 타이틀 곡 〈잔혹이여 희망이 되어라〉는 TV 애니메이션 《아이돌마스터 XENOGLOSSIA》의 후기 오프닝 테마이다.
자켓에는 본작의 메인 히로인인 아마미 하루카, 하기와라 유키호, 미나세 이오리가 프린트되어 있다.

## 수록곡
- 전체 작사 : 하타 아키 / 작곡 : 니지네 / 편곡 : 니지네

| #  | 제목                                          | 재생 시간 |
| -- | --------------------------------------------- | --------- |
| 1. | 〈잔혹이여 희망이 되어라〉 (残酷よ希望となれ) | 4:06      |
| 2. | 〈기억의 사슬〉 (記憶の鎖)                    | 4:45      |
| 3. | 〈잔혹이여 희망이 되어라〉 (off Vocal)        |           |
| 4. | 〈기억의 사슬〉 (off Vocal)                   |           |